# Olympische Sommerspiele 1964/Teilnehmer (Norwegen)
| Gelbes Symbol für Goldmedaillen mit stilisierten Olympischen Ringen | Graues Symbol für Silbermedaillen mit stilisierten Olympischen Ringen | Braundes Symbol für Bronzemedaillen mit stilisierten Olympischen Ringen |
| ------------------------------------------------------------------- | --------------------------------------------------------------------- | ----------------------------------------------------------------------- |
| —                                                                   | —                                                                     | —                                                                       |

Norwegen nahm an den Olympischen Sommerspielen 1964 in Tokio mit einer Delegation von 26 Athleten (24 Männer und 2 Frauen) an 23 Wettkämpfen in sechs Sportarten teil. Ein Medaillengewinn gelang keinem der Athleten.

## Teilnehmer nach Sportarten

### Leichtathletik
Männer
- Thor Helland
5000 m: 8. Platz

- Pål Benum
10.000 m: 19. Platz

- Terje Pedersen
Speerwurf: 13. Platz

- Willy Rasmussen
Speerwurf: 30. Platz

Frauen
- Berit Berthelsen
Weitsprung: 9. Platz

- Oddrun Hokland
Weitsprung: 16. Platz
Fünfkampf: 16. Platz

### Ringen
- Harald Barlie
Weltergewicht, griechisch-römisch: in der 3. Runde ausgeschieden
Weltergewicht, Freistil: in der 1. Runde ausgeschieden

### Rudern
- Tor Ahlsand
Vierer mit Steuermann: 9. Platz

- Birger Knudtzon
Vierer mit Steuermann: 9. Platz

- Eilif Brodtkorb
Vierer mit Steuermann: 9. Platz

- Ingolf Kristiansen
Vierer mit Steuermann: 9. Platz

- Rolf Syversen
Vierer mit Steuermann: 9. Platz

### Schießen
- Nic Zwetnow
Schnellfeuerpistole 25 m: 29. Platz

- Thormod Næs
Freies Gewehr Dreistellungskampf 300 m: 17. Platz
Kleinkalibergewehr liegend 50 m: 36. Platz

- Magne Landrø
Freies Gewehr Dreistellungskampf 300 m: 13. Platz
Kleinkalibergewehr Dreistellungskampf 50 m: 21. Platz
Kleinkalibergewehr liegend 50 m: 44. Platz

### Segeln
- Per Jordbakke
Finn-Dinghy: 15. Platz

- Einar Koefoed
Flying Dutchman: 9. Platz

- Hans Mehren
Flying Dutchman: 9. Platz

- Morits Skaugen
Drachen: 15. Platz

- Egil Normann Ly
Drachen: 15. Platz

- Knut Bengtson
Drachen: 15. Platz

- Eirik Johannessen
5,5-m-R-Klasse: 8. Platz

- Kronprinz Harald
5,5-m-R-Klasse: 8. Platz

- Stein Føyen
5,5-m-R-Klasse: 8. Platz

### Turnen
- Åge Storhaug
Einzelmehrkampf: 32. Platz
Boden: 38. Platz
Pferdsprung: 28. Platz
Barren: 68. Platz
Reck: 40. Platz
Ringe: 65. Platz
Seitpferd: 14. Platz

- Harald Wigaard
Einzelmehrkampf: 107. Platz
Boden: 128. Platz
Pferdsprung: 54. Platz
Barren: 41. Platz
Reck: 60. Platz
Ringe: 87. Platz
Seitpferd: 5. Platz